# Justicia zamorensis
Justicia zamorensis är en akantusväxtart som beskrevs av Wassh.. Justicia zamorensis ingår i släktet Justicia och familjen akantusväxter. Inga underarter finns listade i Catalogue of Life.